# Костенко, Владимир Семёнович
Владимир Семёнович Костенко (11 мая 1937, Полтава — 1 марта 1990, Киев) — советский кинорежиссёр, сценарист. Кандидат философских наук (1965). Лауреат Государственной премии Украины им. Т. Г. Шевченко (1991, посмертно).
Родился в 1937 г. в Полтаве в семье служащего. Окончил философский факультет (1959) и аспирантуру Киевского государственного университета имени Шевченко (1964). Защитил кандидатскую диссертацию «Вопросы эстетики в творчестве А. П. Довженко» (1964).
Был редактором и режиссёром «Укркинохроники» (1973—1990).
Автор сценариев и дикторского текста документальных и научно-популярных фильмов: «Соната о художнике» (1966, в соавт.), «Нарисованная песня» (1969, в соавт.; реж. М. Локтионов-Стезенко), «Дом нашего рода» (1970), «Довженкова земля» (1971), «Каравай ты наш, каравай» (1971), «Открой себя» (1972, в соавт.), «9 мая и на всю жизнь» (в соавт.), «Поэма о донецком крае» (в соавт.), «Глубина», «Первая борозда» (1974), «Город на скалах» (1979, реж. Е. Татарец), «Мир Ивана Генералыча» (режиссёр), «Хлеборобском роду нет переводу» (1979), «Мой дорогой сын Степан» (1980), «Тарас» (1989, в соавт.; реж. В. Сперкач) и др.
Автор-режиссёр документальных лент: «Как родного брата» (1974), «Чтобы вырастало» (1977), «Хорватия. Земля и люди» (1979), «Священная искра» (1989), «Перед иконой» (1990), а также книги «Довженковские горизонты» (К., 1964).
О нём снят фильм А. Балагуры «Три храма на моей ладони…» (1991).
Был членом Союза кинематографистов Украинской ССР.
Умер 1 марта 1990 года в Киеве.